# Svetozar Borojević von Bojna
Svetozar Borojević von Bojna, (chorvatsky  Svetozar Borojević von Bojna, 13. prosince 1856, Umetić nedaleko Hrvatske Kostajnice, Rakouské císařství (dnes Chorvatsko) – 23. května 1920, Celovec, Rakousko) byl rakousko-uherský polní maršál za první světové války. Mimo jiné byl i držitelem mnoha vojenských vyznamenání včetně pruského řádu Pour le Mérite nebo vojenského řádu Marie Terezie.

## Život
Borojević se narodil 13. prosince 1856 ve vesnici Umetić v chorvatské vojenské hranici v Rakouském císařství. Jeho otec Adam byl důstojníkem pohraniční stráže, jeho matka byla Stana Kovarbašić von Zboriste. Pokřtěn byl v pravoslavné církvi, s největší pravděpodobností ve farním kostele v Mečenčani, kde jeho otec sloužil.
Borojević byl srbského původu. Sám se zmínil, že je Chorvat a Chorvatsko jeho vlast, zatímco je jednoduše nazýván "Chorvatem".
Borojević byl vedle Hermanna Kövess von Kövesshazyho a Eduarda von Böhm-Ermolliho jeden z nejschopnějších rakousko-uherských maršálů první světové války. Do roku 1915 bojoval na ruské frontě (Komarow, karpatské průsmyky, Gorlice-Tarnow), ale jeho jméno je spojeno zejména s italskou frontou v letech 1915-1918 (12 sočských ofenziv a bitva na Piavě). Přes značné úsilí a početní i materiální převahu Italů se mu podařilo zamezit jejich proniknutí do nitra říše. Byl přísným mužem s železnou vůlí, který kladl důraz především na disciplínu a v tom směru byl i bezohledný a brutální. Během bitev nikdy nespal. Mezi prostými vojáky nebyl oblíbený, ale vysoce vážený. Za zmínku stojí, že ač byl příslušníkem srbské menšiny s pravoslavným vyznáním, dosáhl nejvyšší hodnosti v rakousko-uherské armádě. Absolvoval vojenskou přípravku v Petrovaradínu a pak kadetku v Liebenau u Štýrského Hradce. Postupoval v hodnostech: 1874 (kadet), 1875 (podporučík), 1880 (nadporučík). Roku 1878 se podílel na okupaci Bosny. V letech 1887-1891 absolvoval Tereziánskou vojenskou akademii ve Vídeňském Novém Městě. V roce 1892 byl povýšen na majora, v roce 1896 na plukovníka, 1904 generálmajora. V roce 1908 získal hodnost podmaršálek, 1916 generálplukovník. 1. února 1918 jej císař Karel I. povýšil do hodnosti polního maršála.
Po uzavření příměří se stáhl se zbytky vojska do Rakouska a nabídl císaři Karlovi vojenskou intervenci a obsazení Vídně za účelem likvidace republiky, což císař odmítl. V prosinci 1918 nabídl nové vládě jihoslovanské (Království Srbů, Chorvatů a Slovinců), své služby, ale byl příkře odmítnut. Pak zatrpklý a zcela bez příjmů žil v Celovci, kde zemřel po atace cévní mozkové příhody. Je pohřben na Centrálním hřbitově ve Vídni v hrobu, který zakoupil excísař Karel. Pohřeb byl velikou manifestací monarchie a masová účast tisíců prostých vojáků svědčila o Borojevičově obrovském respektu, který si v širokých vojenských kruzích vybudoval.

## Shrnutí vojenské kariéry

### Data povýšení
- Kaprál (Korporal) - 1. září, 1872
- Feldwebel - 21. červenec, 1873
- Kadet - 1. listopad, 1874
- Kadett-Offiziersstellvertreter - leden, 1875
- Poručík (Leutnant) - 1. květen, 1875
- Nadporučík (Oberleutnant) - 1. květen, 1880
- Kapitán (vojenství) (Hauptmann)
- Major - 1. květen, 1892
- Podplukovník (Oberstleutnant) - 1. květen, 1895
- Plukovník - 1. listopad, 1897
- Generálmajor - 1. květen, 1904
- Generálporučík (Feldmarschall-Leutnant) - 1. květen, 1908
- Generál pěchoty (General der Infanterie)- 1. květen, 1913
- Generaloberst - 1. květen, 1916
- Polní maršál (Feldmarschall) - 1. únor, 1918

### Významná vyznamenání
- Královský pruský řád Pour le Mérite, udělen 26. listopad, 1917
- Velitel rakouského císařského vojenského řádu Marie Terezie, udělen 2. červen, 1917
- Velký kříž řádu železné koruny s válečnou ozdobou, udělen 20. září, 1914
- Velký kříž rakouského císařského Leopoldova řádu s válečnou ozdobou, udělen 30. říjen, 1914
- Rytířský kříž Mariánského kříže německého řytířského řádu[16], udělen 15. listopad, 1915
- Pruský železný kříž I. stupně, udělen červen, 1915
- Pruský železný kříž II. stupně, udělen červen, 1915
- Královský pruský řád Koruny III. třídy, udělen 15. říjen, 1891
- Rakouský císařský vojenský záslužný kříž s válečnou ozdobou, udělen 20. říjen, 1878
- Rakouský císařský vojenský záslužný kříž I. třídy s válečnou ozdobou, udělen 9 . květen, 1915
- Rakouská císařská vojenská záslužná medaile v bronzu, udělena 29. červenec, 1915
- Rakouská císařská vojenská záslužná medaile ve stříbře, udělena 2. březen, 1916
- Rakouská císařská velká vojenská záslužná medaile ve zlatě s meči a válečnou ozdobou, udělena 17. říjen, 1916
- Rakouská císařská velká vojenská záslužná medaile s meči, udělena 5. listopad, 1917
- Řád železné koruny III. třídy, udělen 18. říjen, 1902
- Meklenbursko-Zvěřínský vojenský záslužný kříž I. třídy - 1916
- Meklenbursko-Zvěřínský vojenský záslužný kříž II. třídy - 1916

## Galerie

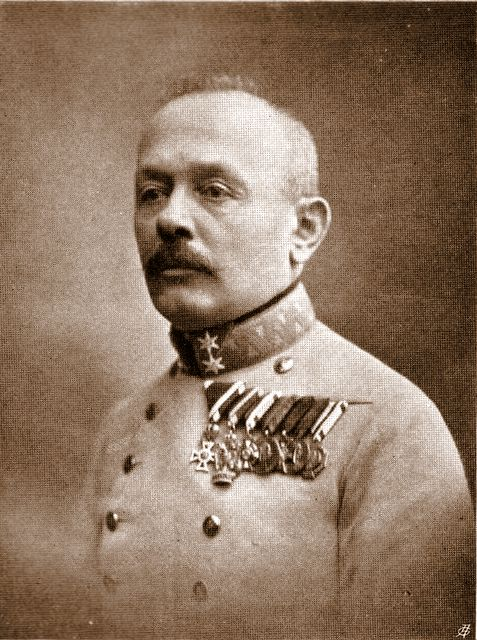
"Portrét Svezozara Boroëviće von Bojny z roku 1914."
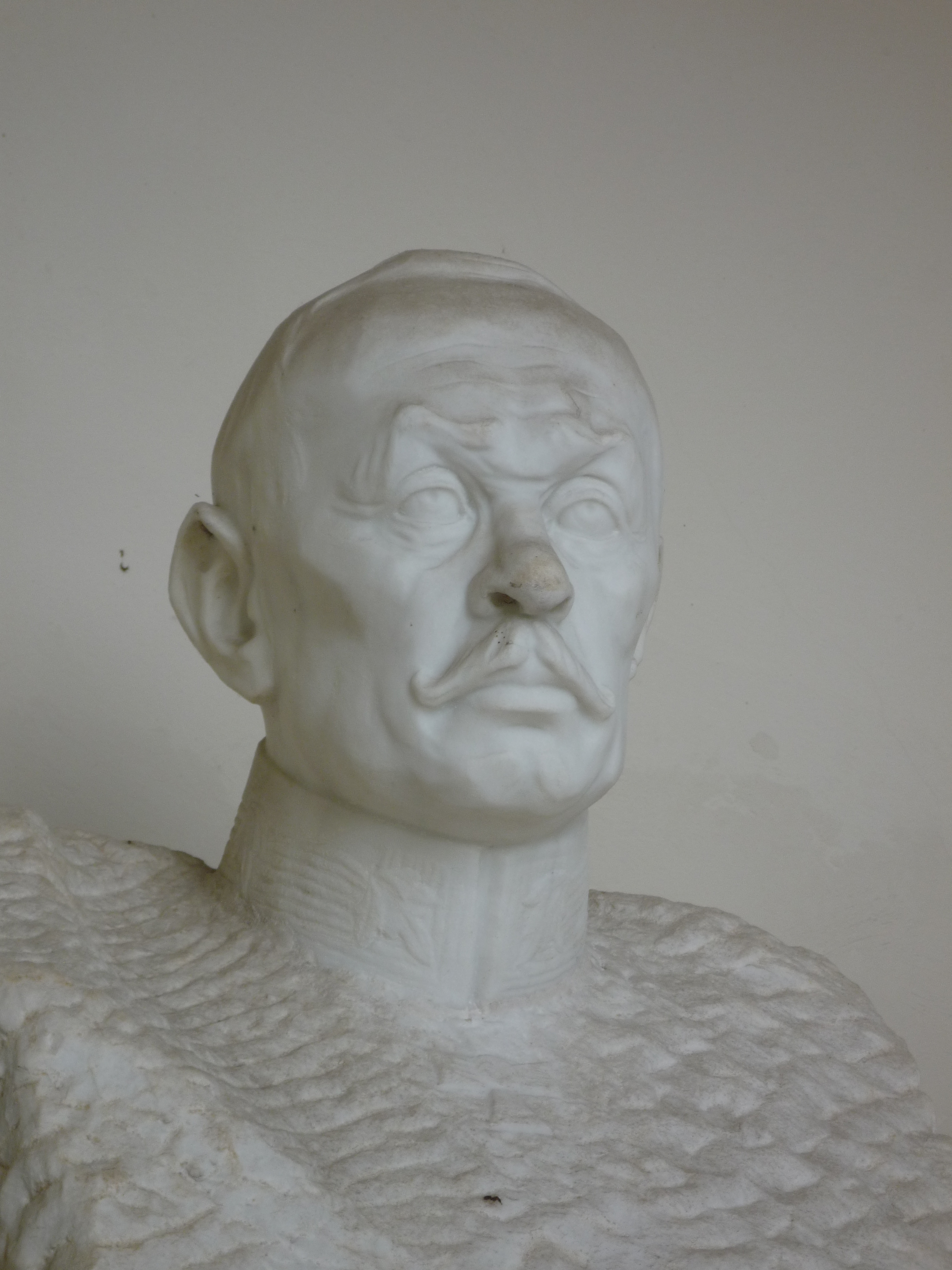
"Busta polního maršála Svezozara Boroëviće von Bojny z jeho hrobu na vídeňském centrálním hřbitově."
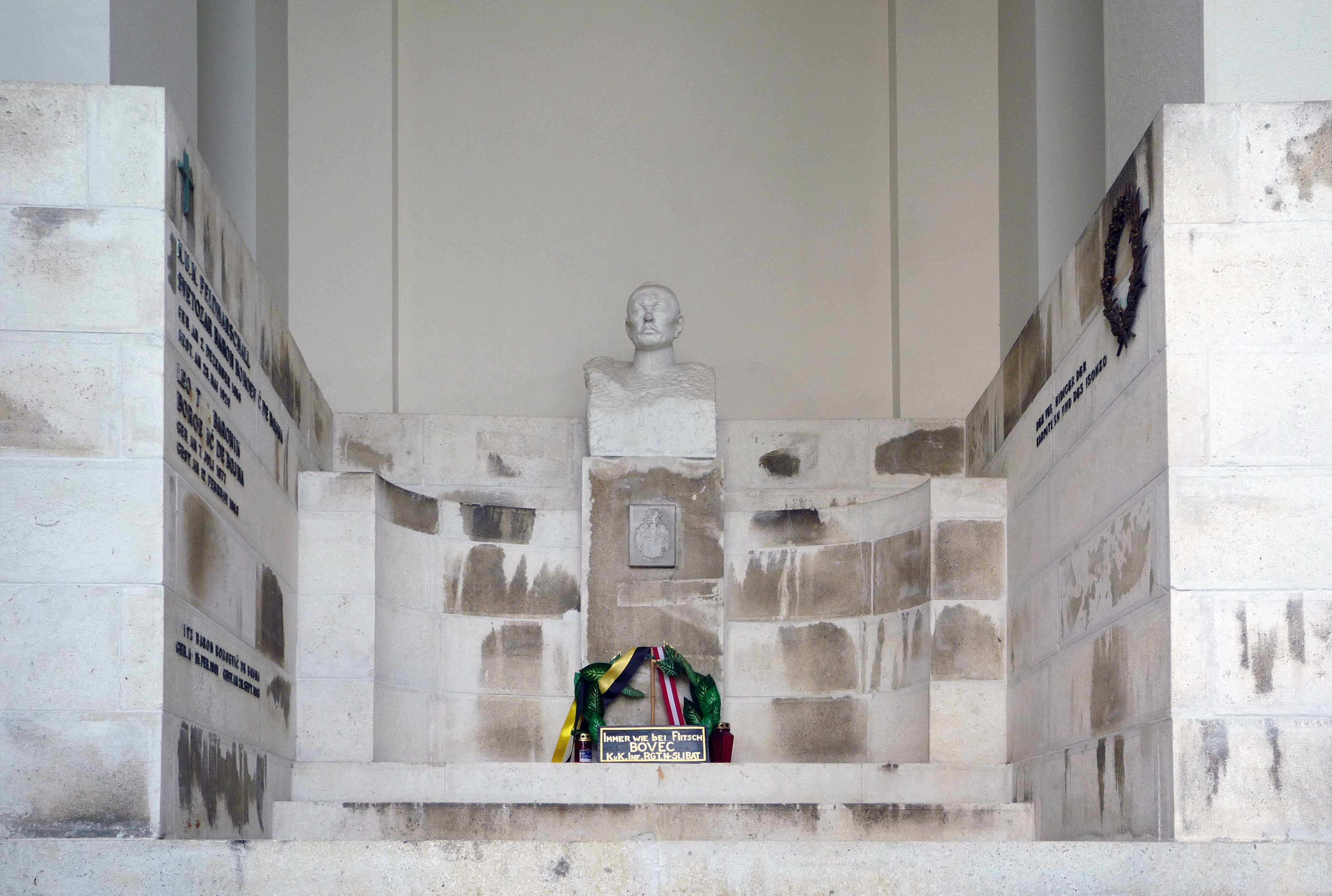
"Hrob polního maršála Boroëviće von Bojny na vídeňském hřbitově."
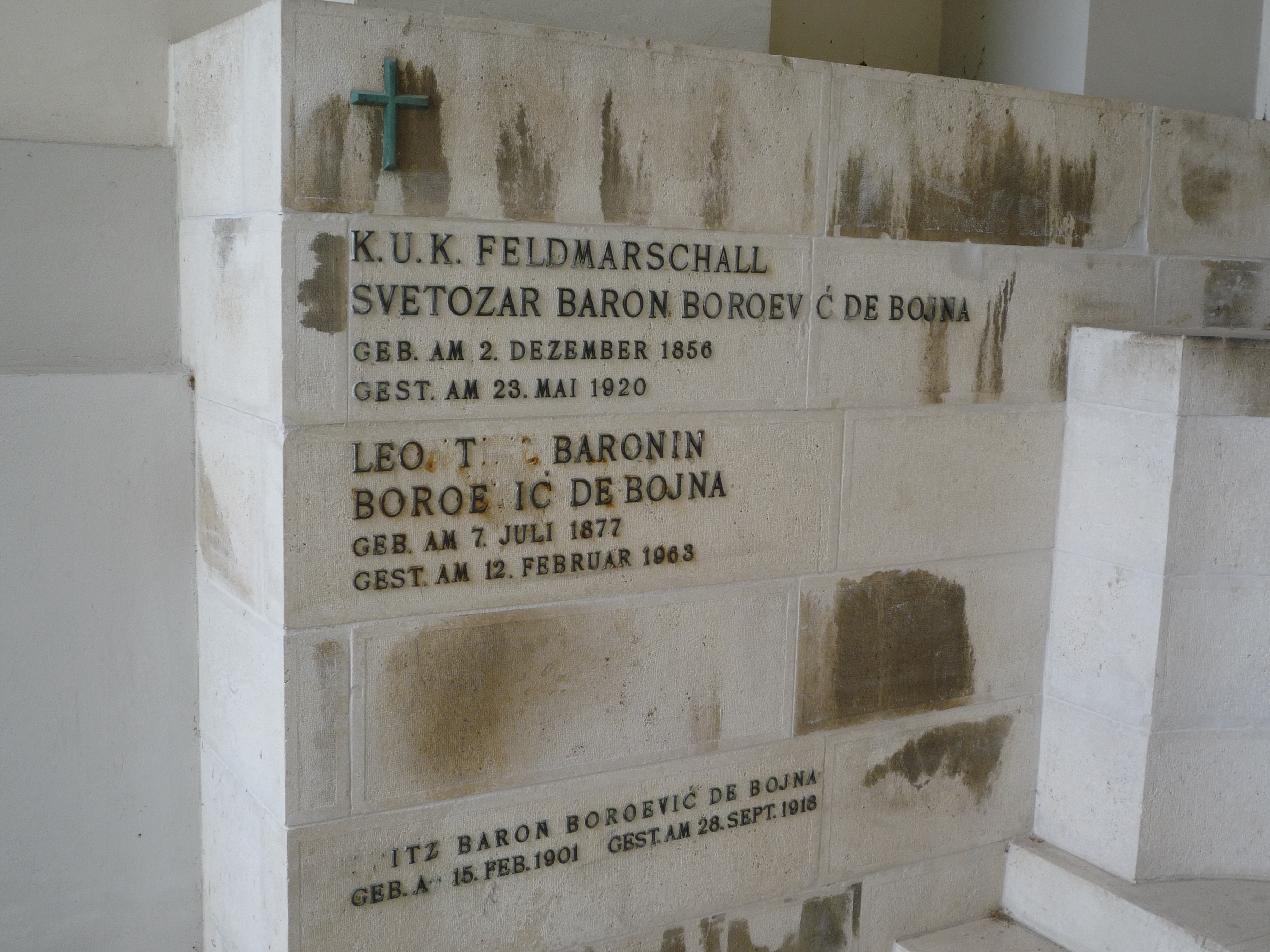
"Náhrobní kámen hrobu polního maršála Boroëviće von Bojny na vídeňském hřbitově."